# Monogramma graminoides
Monogramma graminoides là một loài dương xỉ trong họ Pteridaceae. Loài này được Sw. Baker mô tả khoa học đầu tiên năm 1868.